# ISO 3166-1 alpha-2

Een kaart van Europa waar de land- en gebiedsnamen zijn weergegeven als ISO 3166-1 alpha-2-codes. De 'uitzonderlijk gereserveerde' codes EU en UK worden niet getoond.

ISO 3166-1 alpha-2 codes zijn tweeletterige landcodes zoals gedefinieerd in ISO 3166-1, een onderdeel van de ISO 3166-norm uitgegeven door de International Organization for Standardization (ISO). De codes worden gebruikt om landen, afhankelijke gebieden en speciale gebieden van geografisch belang weer te geven. De tweeletterige alpha-2-codes  zijn de meest gangbare ISO landcodes. Er bestaan binnen de ISO standaard nog andere codesystemen, te weten alpha-3 (drieletterige codes) en numeriek. De alpha-2-codes zijn onder meer bekend van het gebruik in topniveaudomeinen met landcodes van internet (een onvolledige implementatie, zie hieronder). Ze worden ook gebruikt als landidentificatiecodes in postcodes en hebben daar de vroegere codes die uit één letter bestonden vervangen. De tweelettercodes maken sedert de eerste uitgave van de ISO 3166-norm in 1974 deel uit van deze standaard.

## Gebruik en toepassingen
De ISO 3166-1 alpha-2-codes worden in verschillende omgevingen gebruikt en maken ook deel uit van andere normen. De implementatie is niet in alle gevallen volledig, er zijn normen en omgevingen die wat uitzonderingen kennen.

### Volledige implementaties
De ISO 3166-1 alpha-2-codes worden gebruikt in de volgende normen:
| Korte naam | Lange naam                                                                              | Commentaar                                           |
| ---------- | --------------------------------------------------------------------------------------- | ---------------------------------------------------- |
| ISO 3166-2 | Land onderverdelingscodes                                                               |                                                      |
| ISO 3901   | Internationale standaard opnamecode (ISRC)                                              |                                                      |
| ISO 4217   | Valutacode                                                                              |                                                      |
| ISO 6166   | Internationaal Securities Identificatienummer (ISIN)                                    |                                                      |
| ISO 9362   | Bankidentificatiecodes (BIC)                                                            | Ook bekend als SWIFT-codes                           |
| ISO 13616  | Internationaal bankrekeningnummer (IBAN)                                                |                                                      |
| ISO 15511  | International Standard Identifier voor bibliotheken en gerelateerde organisaties (ISIL) |                                                      |
| UN/LOCODE  | Code van de Verenigde Naties voor handels- en transportlocaties                         | Uitgevoerd door de Economische Commissie voor Europa |

### Onvolledige implementaties
Sedert 1985 worden ISO 3166-1 alpha-2-codes in het Domain Name System gebruikt als country code top-level domains (ccTLD's). De Internet Assigned Numbers Authority wijst de ccTLD's in het algemeen toe op basis de alpha-2-codes, maar er zijn een paar significante uitzonderingen. In het geval van het Verenigd Koninkrijk is alpha-2-code GB, maar wordt doorgaans .uk in plaats van .gb als ccTLD.  De code UK is op verzoek van het Verenigd Koninkrijk momenteel uitzonderlijk gereserveerd in ISO 3166-1.
De WIPO- coderingsstandaard ST.3 is eveneens gebaseerd op ISO 3166-1 alpha-2-codes, maar bevat een aantal aanvullende codes voor internationale organisaties voor intellectueel eigendom. Deze codes zijn gereserveerd en kunnen momenteel niet worden gebruikt in ISO 3166-1.
De Europese Commissie gebruikt over het algemeen ISO 3166-1 alpha-2-codes, met twee uitzonderingen: De code EL (niet GR) wordt gebruikt om Griekenland te weer te geven, en UK (en niet GB) wordt gebruikt voor weergave van het Verenigd Koninkrijk. Desalniettemin vermeldde het Publicatieblad van de Europese Gemeenschappen dat GR en GB worden gebruikt om respectievelijk Griekenland en het Verenigd Koninkrijk te vertegenwoordigen. Voor btw- administratiedoeleinden gebruikt de Europese Commissie EL en GB voor respectievelijk Griekenland en het Verenigd Koninkrijk. Sedert Brexit wordt de code XI gebruikt voor Noord-Ierland, dat nog deel uitmaakt van de Europese btw-ruimte.
De Verenigde Naties gebruiken een combinatie van ISO 3166-1 alpha-2- en alpha-3-codes, samen met codes die dateren van vóór de totstandkoming van ISO 3166, voor internationale voertuigregistratiecodes. Dit zijn die codes die worden gebruikt om het land van afgifte van een kentekenplaat van een voertuig te identificeren. sommige van deze codes zijn momenteel voor onbepaalde tijd gereserveerd in ISO 3166-1.

## Huidige codes

### Decoderingstabel
Het volgende is een kleurgecodeerde decoderingstabel van alle ISO 3166-1 alpha-2-codes.
| AA           | AB       | AC | AD | AE | AF | AG | AH | AI | AJ | AK | AL | AM | AN | AO | AP | AQ | AR | AS | AT | AU | AV | AW | AX | AY | AZ |
| BA           | BB       | BC | BD | BE | BF | BG | BH | BI | BJ | BK | BL | BM | BN | BO | BP | BQ | BR | BS | BT | BU | BV | BW | BX | BY | BZ |
| CA           | CB       | CC | CD | CE | CF | CG | CH | CI | CJ | CK | CL | CM | CN | CO | CP | CQ | CR | CS | CT | CU | CV | CW | CX | CY | CZ |
| DA           | DB       | DC | DD | DE | DF | DG | DH | DI | DJ | DK | DL | DM | DN | DO | DP | DQ | DR | DS | DT | DU | DV | DW | DX | DY | DZ |
| EA           | EB       | EC | ED | EE | EF | EG | EH | EI | EJ | EK | EL | EM | EN | EO | EP | EQ | ER | ES | ET | EU | EV | EW | EX | EY | EZ |
| FA           | FB       | FC | FD | FE | FF | FG | FH | FI | FJ | FK | FL | FM | FN | FO | FP | FQ | FR | FS | FT | FU | FV | FW | FX | FY | FZ |
| GA           | GB       | GC | GD | GE | GF | GG | GH | GI | GJ | GK | GL | GM | GN | GO | GP | GQ | GR | GS | GT | GU | GV | GW | GX | GY | GZ |
| HA           | HB       | HC | HD | HE | HF | HG | HH | HI | HJ | HK | HL | HM | HN | HO | HP | HQ | HR | HS | HT | HU | HV | HW | HX | HY | HZ |
| IA           | IB       | IC | ID | IE | IF | IG | IH | II | IJ | IK | IL | IM | IN | IO | IP | IQ | IR | IS | IT | IU | IV | IW | IX | IY | IZ |
| JA           | JB       | JC | JD | JE | JF | JG | JH | JI | JJ | JK | JL | JM | JN | JO | JP | JQ | JR | JS | JT | JU | JV | JW | JX | JY | JZ |
| KA           | KB       | KC | KD | KE | KF | KG | KH | KI | KJ | KK | KL | KM | KN | KO | KP | KQ | KR | KS | KT | KU | KV | KW | KX | KY | KZ |
| LA           | LB       | LC | LD | LE | LF | LG | LH | LI | LJ | LK | LL | LM | LN | LO | LP | LQ | LR | LS | LT | LU | LV | LW | LX | LY | LZ |
| MA           | MB       | MC | MD | ME | MF | MG | MH | MI | MJ | MK | ML | MM | MN | MO | MP | MQ | MR | MS | MT | MU | MV | MW | MX | MY | MZ |
| NA           | NB       | NC | ND | NE | NF | NG | NH | NI | NJ | NK | NL | NM | NN | NO | NP | NQ | NR | NS | NT | NU | NV | NW | NX | NY | NZ |
| OA           | OB       | OC | OD | OE | OF | OG | OH | OI | OJ | OK | OL | OM | ON | OO | OP | OQ | OR | OS | OT | OU | OV | OW | OX | OY | OZ |
| PA           | PB       | PC | PD | PE | PF | PG | PH | PI | PJ | PK | PL | PM | PN | PO | PP | PQ | PR | PS | PT | PU | PV | PW | PX | PY | PZ |
| QA           | QB       | QC | QD | QE | QF | QG | QH | QI | QJ | QK | QL | QM | QN | QO | QP | QQ | QR | QS | QT | QU | QV | QW | QX | QY | QZ |
| RA           | RB       | RC | RD | RE | RF | RG | RH | RI | RJ | RK | RL | RM | RN | RO | RP | RQ | RR | RS | RT | RU | RV | RW | RX | RY | RZ |
| SA           | SB       | SC | SD | SE | SF | SG | SH | SI | SJ | SK | SL | SM | SN | SO | SP | SQ | SR | SS | ST | SU | SV | SW | SX | SY | SZ |
| TA           | TB       | TC | TD | TE | TF | TG | TH | TI | TJ | TK | TL | TM | TN | TO | TP | TQ | TR | TS | TT | TU | TV | TW | TX | TY | TZ |
| UA           | UB       | UC | UD | UE | UF | UG | UH | UI | UJ | UK | UL | UM | UN | UO | UP | UQ | UR | US | UT | UU | UV | UW | UX | UY | UZ |
| VA           | VB       | VC | VD | VE | VF | VG | VH | VI | VJ | VK | VL | VM | VN | VO | VP | VQ | VR | VS | VT | VU | VV | VW | VX | VY | VZ |
| WA           | WB       | WC | WD | WE | WF | WG | WH | WI | WJ | WK | WL | WM | WN | WO | WP | WQ | WR | WS | WT | WU | WV | WW | WX | WY | WZ |
| XA           | XB       | XC | XD | XE | XF | XG | XH | XI | XJ | XK | XL | XM | XN | XO | XP | XQ | XR | XS | XT | XU | XV | XW | XX | XY | XZ |
| YA           | YB       | YC | YD | YE | YF | YG | YH | YI | YJ | YK | YL | YM | YN | YO | YP | YQ | YR | YS | YT | YU | YV | YW | YX | YY | YZ |
| ZA           | ZB       | ZC | ZD | ZE | ZF | ZG | ZH | ZI | ZJ | ZK | ZL | ZM | ZN | ZO | ZP | ZQ | ZR | ZS | ZT | ZU | ZV | ZW | ZX | ZY | ZZ |
| Kleurlegenda |          | | | | | | | | | | | | | | | | | | | | | | | | |
| 242 /676     | 242 /676 | officieel toegewezen: Toegewezen aan een land, gebied, of "area of geographical interest"                                                      | officieel toegewezen: Toegewezen aan een land, gebied, of "area of geographical interest"                                                      | officieel toegewezen: Toegewezen aan een land, gebied, of "area of geographical interest"                                                      | officieel toegewezen: Toegewezen aan een land, gebied, of "area of geographical interest"                                                      | officieel toegewezen: Toegewezen aan een land, gebied, of "area of geographical interest"                                                      | officieel toegewezen: Toegewezen aan een land, gebied, of "area of geographical interest"                                                      | officieel toegewezen: Toegewezen aan een land, gebied, of "area of geographical interest"                                                      | officieel toegewezen: Toegewezen aan een land, gebied, of "area of geographical interest"                                                      | officieel toegewezen: Toegewezen aan een land, gebied, of "area of geographical interest"                                                      | officieel toegewezen: Toegewezen aan een land, gebied, of "area of geographical interest"                                                      | officieel toegewezen: Toegewezen aan een land, gebied, of "area of geographical interest"                                                      | officieel toegewezen: Toegewezen aan een land, gebied, of "area of geographical interest"                                                      | officieel toegewezen: Toegewezen aan een land, gebied, of "area of geographical interest"                                                      | officieel toegewezen: Toegewezen aan een land, gebied, of "area of geographical interest"                                                      | officieel toegewezen: Toegewezen aan een land, gebied, of "area of geographical interest"                                                      | officieel toegewezen: Toegewezen aan een land, gebied, of "area of geographical interest"                                                      | officieel toegewezen: Toegewezen aan een land, gebied, of "area of geographical interest"                                                      | officieel toegewezen: Toegewezen aan een land, gebied, of "area of geographical interest"                                                      | officieel toegewezen: Toegewezen aan een land, gebied, of "area of geographical interest"                                                      | officieel toegewezen: Toegewezen aan een land, gebied, of "area of geographical interest"                                                      | officieel toegewezen: Toegewezen aan een land, gebied, of "area of geographical interest"                                                      | officieel toegewezen: Toegewezen aan een land, gebied, of "area of geographical interest"                                                      | officieel toegewezen: Toegewezen aan een land, gebied, of "area of geographical interest"                                                      | officieel toegewezen: Toegewezen aan een land, gebied, of "area of geographical interest"                                                      |
| 7 /676       | 7 /676   | officieel toegewezen: voorheen aan een andere entiteit toegewezen, daarna verwijderd and vervolgens toegewezen aan een ander land of gebied... | officieel toegewezen: voorheen aan een andere entiteit toegewezen, daarna verwijderd and vervolgens toegewezen aan een ander land of gebied... | officieel toegewezen: voorheen aan een andere entiteit toegewezen, daarna verwijderd and vervolgens toegewezen aan een ander land of gebied... | officieel toegewezen: voorheen aan een andere entiteit toegewezen, daarna verwijderd and vervolgens toegewezen aan een ander land of gebied... | officieel toegewezen: voorheen aan een andere entiteit toegewezen, daarna verwijderd and vervolgens toegewezen aan een ander land of gebied... | officieel toegewezen: voorheen aan een andere entiteit toegewezen, daarna verwijderd and vervolgens toegewezen aan een ander land of gebied... | officieel toegewezen: voorheen aan een andere entiteit toegewezen, daarna verwijderd and vervolgens toegewezen aan een ander land of gebied... | officieel toegewezen: voorheen aan een andere entiteit toegewezen, daarna verwijderd and vervolgens toegewezen aan een ander land of gebied... | officieel toegewezen: voorheen aan een andere entiteit toegewezen, daarna verwijderd and vervolgens toegewezen aan een ander land of gebied... | officieel toegewezen: voorheen aan een andere entiteit toegewezen, daarna verwijderd and vervolgens toegewezen aan een ander land of gebied... | officieel toegewezen: voorheen aan een andere entiteit toegewezen, daarna verwijderd and vervolgens toegewezen aan een ander land of gebied... | officieel toegewezen: voorheen aan een andere entiteit toegewezen, daarna verwijderd and vervolgens toegewezen aan een ander land of gebied... | officieel toegewezen: voorheen aan een andere entiteit toegewezen, daarna verwijderd and vervolgens toegewezen aan een ander land of gebied... | officieel toegewezen: voorheen aan een andere entiteit toegewezen, daarna verwijderd and vervolgens toegewezen aan een ander land of gebied... | officieel toegewezen: voorheen aan een andere entiteit toegewezen, daarna verwijderd and vervolgens toegewezen aan een ander land of gebied... | officieel toegewezen: voorheen aan een andere entiteit toegewezen, daarna verwijderd and vervolgens toegewezen aan een ander land of gebied... | officieel toegewezen: voorheen aan een andere entiteit toegewezen, daarna verwijderd and vervolgens toegewezen aan een ander land of gebied... | officieel toegewezen: voorheen aan een andere entiteit toegewezen, daarna verwijderd and vervolgens toegewezen aan een ander land of gebied... | officieel toegewezen: voorheen aan een andere entiteit toegewezen, daarna verwijderd and vervolgens toegewezen aan een ander land of gebied... | officieel toegewezen: voorheen aan een andere entiteit toegewezen, daarna verwijderd and vervolgens toegewezen aan een ander land of gebied... | officieel toegewezen: voorheen aan een andere entiteit toegewezen, daarna verwijderd and vervolgens toegewezen aan een ander land of gebied... | officieel toegewezen: voorheen aan een andere entiteit toegewezen, daarna verwijderd and vervolgens toegewezen aan een ander land of gebied... | officieel toegewezen: voorheen aan een andere entiteit toegewezen, daarna verwijderd and vervolgens toegewezen aan een ander land of gebied... | officieel toegewezen: voorheen aan een andere entiteit toegewezen, daarna verwijderd and vervolgens toegewezen aan een ander land of gebied... |
| 43 /676      | 43 /676  | kan door gebruikers toegewezen worden: kan vrij door eindgebruikers toegewezen worden                                                          | kan door gebruikers toegewezen worden: kan vrij door eindgebruikers toegewezen worden                                                          | kan door gebruikers toegewezen worden: kan vrij door eindgebruikers toegewezen worden                                                          | kan door gebruikers toegewezen worden: kan vrij door eindgebruikers toegewezen worden                                                          | kan door gebruikers toegewezen worden: kan vrij door eindgebruikers toegewezen worden                                                          | kan door gebruikers toegewezen worden: kan vrij door eindgebruikers toegewezen worden                                                          | kan door gebruikers toegewezen worden: kan vrij door eindgebruikers toegewezen worden                                                          | kan door gebruikers toegewezen worden: kan vrij door eindgebruikers toegewezen worden                                                          | kan door gebruikers toegewezen worden: kan vrij door eindgebruikers toegewezen worden                                                          | kan door gebruikers toegewezen worden: kan vrij door eindgebruikers toegewezen worden                                                          | kan door gebruikers toegewezen worden: kan vrij door eindgebruikers toegewezen worden                                                          | kan door gebruikers toegewezen worden: kan vrij door eindgebruikers toegewezen worden                                                          | kan door gebruikers toegewezen worden: kan vrij door eindgebruikers toegewezen worden                                                          | kan door gebruikers toegewezen worden: kan vrij door eindgebruikers toegewezen worden                                                          | kan door gebruikers toegewezen worden: kan vrij door eindgebruikers toegewezen worden                                                          | kan door gebruikers toegewezen worden: kan vrij door eindgebruikers toegewezen worden                                                          | kan door gebruikers toegewezen worden: kan vrij door eindgebruikers toegewezen worden                                                          | kan door gebruikers toegewezen worden: kan vrij door eindgebruikers toegewezen worden                                                          | kan door gebruikers toegewezen worden: kan vrij door eindgebruikers toegewezen worden                                                          | kan door gebruikers toegewezen worden: kan vrij door eindgebruikers toegewezen worden                                                          | kan door gebruikers toegewezen worden: kan vrij door eindgebruikers toegewezen worden                                                          | kan door gebruikers toegewezen worden: kan vrij door eindgebruikers toegewezen worden                                                          | kan door gebruikers toegewezen worden: kan vrij door eindgebruikers toegewezen worden                                                          | kan door gebruikers toegewezen worden: kan vrij door eindgebruikers toegewezen worden                                                          |
| 13 /676      | 13 /676  | uitzonderlijke reservering: Gereserveerd, kan op verzoek voor beperkt gebruik aangevraagd worden                                               | uitzonderlijke reservering: Gereserveerd, kan op verzoek voor beperkt gebruik aangevraagd worden                                               | uitzonderlijke reservering: Gereserveerd, kan op verzoek voor beperkt gebruik aangevraagd worden                                               | uitzonderlijke reservering: Gereserveerd, kan op verzoek voor beperkt gebruik aangevraagd worden                                               | uitzonderlijke reservering: Gereserveerd, kan op verzoek voor beperkt gebruik aangevraagd worden                                               | uitzonderlijke reservering: Gereserveerd, kan op verzoek voor beperkt gebruik aangevraagd worden                                               | uitzonderlijke reservering: Gereserveerd, kan op verzoek voor beperkt gebruik aangevraagd worden                                               | uitzonderlijke reservering: Gereserveerd, kan op verzoek voor beperkt gebruik aangevraagd worden                                               | uitzonderlijke reservering: Gereserveerd, kan op verzoek voor beperkt gebruik aangevraagd worden                                               | uitzonderlijke reservering: Gereserveerd, kan op verzoek voor beperkt gebruik aangevraagd worden                                               | uitzonderlijke reservering: Gereserveerd, kan op verzoek voor beperkt gebruik aangevraagd worden                                               | uitzonderlijke reservering: Gereserveerd, kan op verzoek voor beperkt gebruik aangevraagd worden                                               | uitzonderlijke reservering: Gereserveerd, kan op verzoek voor beperkt gebruik aangevraagd worden                                               | uitzonderlijke reservering: Gereserveerd, kan op verzoek voor beperkt gebruik aangevraagd worden                                               | uitzonderlijke reservering: Gereserveerd, kan op verzoek voor beperkt gebruik aangevraagd worden                                               | uitzonderlijke reservering: Gereserveerd, kan op verzoek voor beperkt gebruik aangevraagd worden                                               | uitzonderlijke reservering: Gereserveerd, kan op verzoek voor beperkt gebruik aangevraagd worden                                               | uitzonderlijke reservering: Gereserveerd, kan op verzoek voor beperkt gebruik aangevraagd worden                                               | uitzonderlijke reservering: Gereserveerd, kan op verzoek voor beperkt gebruik aangevraagd worden                                               | uitzonderlijke reservering: Gereserveerd, kan op verzoek voor beperkt gebruik aangevraagd worden                                               | uitzonderlijke reservering: Gereserveerd, kan op verzoek voor beperkt gebruik aangevraagd worden                                               | uitzonderlijke reservering: Gereserveerd, kan op verzoek voor beperkt gebruik aangevraagd worden                                               | uitzonderlijke reservering: Gereserveerd, kan op verzoek voor beperkt gebruik aangevraagd worden                                               | uitzonderlijke reservering: Gereserveerd, kan op verzoek voor beperkt gebruik aangevraagd worden                                               |
| 30 /676      | 30 /676  | uitzonderlijke reservering: voor gebruik in codesystemen verwant aan ISO 3166-1                                                                | uitzonderlijke reservering: voor gebruik in codesystemen verwant aan ISO 3166-1                                                                | uitzonderlijke reservering: voor gebruik in codesystemen verwant aan ISO 3166-1                                                                | uitzonderlijke reservering: voor gebruik in codesystemen verwant aan ISO 3166-1                                                                | uitzonderlijke reservering: voor gebruik in codesystemen verwant aan ISO 3166-1                                                                | uitzonderlijke reservering: voor gebruik in codesystemen verwant aan ISO 3166-1                                                                | uitzonderlijke reservering: voor gebruik in codesystemen verwant aan ISO 3166-1                                                                | uitzonderlijke reservering: voor gebruik in codesystemen verwant aan ISO 3166-1                                                                | uitzonderlijke reservering: voor gebruik in codesystemen verwant aan ISO 3166-1                                                                | uitzonderlijke reservering: voor gebruik in codesystemen verwant aan ISO 3166-1                                                                | uitzonderlijke reservering: voor gebruik in codesystemen verwant aan ISO 3166-1                                                                | uitzonderlijke reservering: voor gebruik in codesystemen verwant aan ISO 3166-1                                                                | uitzonderlijke reservering: voor gebruik in codesystemen verwant aan ISO 3166-1                                                                | uitzonderlijke reservering: voor gebruik in codesystemen verwant aan ISO 3166-1                                                                | uitzonderlijke reservering: voor gebruik in codesystemen verwant aan ISO 3166-1                                                                | uitzonderlijke reservering: voor gebruik in codesystemen verwant aan ISO 3166-1                                                                | uitzonderlijke reservering: voor gebruik in codesystemen verwant aan ISO 3166-1                                                                | uitzonderlijke reservering: voor gebruik in codesystemen verwant aan ISO 3166-1                                                                | uitzonderlijke reservering: voor gebruik in codesystemen verwant aan ISO 3166-1                                                                | uitzonderlijke reservering: voor gebruik in codesystemen verwant aan ISO 3166-1                                                                | uitzonderlijke reservering: voor gebruik in codesystemen verwant aan ISO 3166-1                                                                | uitzonderlijke reservering: voor gebruik in codesystemen verwant aan ISO 3166-1                                                                | uitzonderlijke reservering: voor gebruik in codesystemen verwant aan ISO 3166-1                                                                | uitzonderlijke reservering: voor gebruik in codesystemen verwant aan ISO 3166-1                                                                |
| 7 /676       | 7 /676   | gereserveerd (overgangsregeling): verwijderd uit ISO 3166-1 maar voorlopig nog gereserveerd                                                    | gereserveerd (overgangsregeling): verwijderd uit ISO 3166-1 maar voorlopig nog gereserveerd                                                    | gereserveerd (overgangsregeling): verwijderd uit ISO 3166-1 maar voorlopig nog gereserveerd                                                    | gereserveerd (overgangsregeling): verwijderd uit ISO 3166-1 maar voorlopig nog gereserveerd                                                    | gereserveerd (overgangsregeling): verwijderd uit ISO 3166-1 maar voorlopig nog gereserveerd                                                    | gereserveerd (overgangsregeling): verwijderd uit ISO 3166-1 maar voorlopig nog gereserveerd                                                    | gereserveerd (overgangsregeling): verwijderd uit ISO 3166-1 maar voorlopig nog gereserveerd                                                    | gereserveerd (overgangsregeling): verwijderd uit ISO 3166-1 maar voorlopig nog gereserveerd                                                    | gereserveerd (overgangsregeling): verwijderd uit ISO 3166-1 maar voorlopig nog gereserveerd                                                    | gereserveerd (overgangsregeling): verwijderd uit ISO 3166-1 maar voorlopig nog gereserveerd                                                    | gereserveerd (overgangsregeling): verwijderd uit ISO 3166-1 maar voorlopig nog gereserveerd                                                    | gereserveerd (overgangsregeling): verwijderd uit ISO 3166-1 maar voorlopig nog gereserveerd                                                    | gereserveerd (overgangsregeling): verwijderd uit ISO 3166-1 maar voorlopig nog gereserveerd                                                    | gereserveerd (overgangsregeling): verwijderd uit ISO 3166-1 maar voorlopig nog gereserveerd                                                    | gereserveerd (overgangsregeling): verwijderd uit ISO 3166-1 maar voorlopig nog gereserveerd                                                    | gereserveerd (overgangsregeling): verwijderd uit ISO 3166-1 maar voorlopig nog gereserveerd                                                    | gereserveerd (overgangsregeling): verwijderd uit ISO 3166-1 maar voorlopig nog gereserveerd                                                    | gereserveerd (overgangsregeling): verwijderd uit ISO 3166-1 maar voorlopig nog gereserveerd                                                    | gereserveerd (overgangsregeling): verwijderd uit ISO 3166-1 maar voorlopig nog gereserveerd                                                    | gereserveerd (overgangsregeling): verwijderd uit ISO 3166-1 maar voorlopig nog gereserveerd                                                    | gereserveerd (overgangsregeling): verwijderd uit ISO 3166-1 maar voorlopig nog gereserveerd                                                    | gereserveerd (overgangsregeling): verwijderd uit ISO 3166-1 maar voorlopig nog gereserveerd                                                    | gereserveerd (overgangsregeling): verwijderd uit ISO 3166-1 maar voorlopig nog gereserveerd                                                    | gereserveerd (overgangsregeling): verwijderd uit ISO 3166-1 maar voorlopig nog gereserveerd                                                    |
| 14 /676      | 14 /676  | verwijderd: verwijderd en vrij voor hergebruik                                                                                                 | verwijderd: verwijderd en vrij voor hergebruik                                                                                                 | verwijderd: verwijderd en vrij voor hergebruik                                                                                                 | verwijderd: verwijderd en vrij voor hergebruik                                                                                                 | verwijderd: verwijderd en vrij voor hergebruik                                                                                                 | verwijderd: verwijderd en vrij voor hergebruik                                                                                                 | verwijderd: verwijderd en vrij voor hergebruik                                                                                                 | verwijderd: verwijderd en vrij voor hergebruik                                                                                                 | verwijderd: verwijderd en vrij voor hergebruik                                                                                                 | verwijderd: verwijderd en vrij voor hergebruik                                                                                                 | verwijderd: verwijderd en vrij voor hergebruik                                                                                                 | verwijderd: verwijderd en vrij voor hergebruik                                                                                                 | verwijderd: verwijderd en vrij voor hergebruik                                                                                                 | verwijderd: verwijderd en vrij voor hergebruik                                                                                                 | verwijderd: verwijderd en vrij voor hergebruik                                                                                                 | verwijderd: verwijderd en vrij voor hergebruik                                                                                                 | verwijderd: verwijderd en vrij voor hergebruik                                                                                                 | verwijderd: verwijderd en vrij voor hergebruik                                                                                                 | verwijderd: verwijderd en vrij voor hergebruik                                                                                                 | verwijderd: verwijderd en vrij voor hergebruik                                                                                                 | verwijderd: verwijderd en vrij voor hergebruik                                                                                                 | verwijderd: verwijderd en vrij voor hergebruik                                                                                                 | verwijderd: verwijderd en vrij voor hergebruik                                                                                                 | verwijderd: verwijderd en vrij voor hergebruik                                                                                                 |
| 320 /676     | 320 /676 | niet toegewezen: vrij voor toewijzing (door ISO 3166/MA)                                                                                       | niet toegewezen: vrij voor toewijzing (door ISO 3166/MA)                                                                                       | niet toegewezen: vrij voor toewijzing (door ISO 3166/MA)                                                                                       | niet toegewezen: vrij voor toewijzing (door ISO 3166/MA)                                                                                       | niet toegewezen: vrij voor toewijzing (door ISO 3166/MA)                                                                                       | niet toegewezen: vrij voor toewijzing (door ISO 3166/MA)                                                                                       | niet toegewezen: vrij voor toewijzing (door ISO 3166/MA)                                                                                       | niet toegewezen: vrij voor toewijzing (door ISO 3166/MA)                                                                                       | niet toegewezen: vrij voor toewijzing (door ISO 3166/MA)                                                                                       | niet toegewezen: vrij voor toewijzing (door ISO 3166/MA)                                                                                       | niet toegewezen: vrij voor toewijzing (door ISO 3166/MA)                                                                                       | niet toegewezen: vrij voor toewijzing (door ISO 3166/MA)                                                                                       | niet toegewezen: vrij voor toewijzing (door ISO 3166/MA)                                                                                       | niet toegewezen: vrij voor toewijzing (door ISO 3166/MA)                                                                                       | niet toegewezen: vrij voor toewijzing (door ISO 3166/MA)                                                                                       | niet toegewezen: vrij voor toewijzing (door ISO 3166/MA)                                                                                       | niet toegewezen: vrij voor toewijzing (door ISO 3166/MA)                                                                                       | niet toegewezen: vrij voor toewijzing (door ISO 3166/MA)                                                                                       | niet toegewezen: vrij voor toewijzing (door ISO 3166/MA)                                                                                       | niet toegewezen: vrij voor toewijzing (door ISO 3166/MA)                                                                                       | niet toegewezen: vrij voor toewijzing (door ISO 3166/MA)                                                                                       | niet toegewezen: vrij voor toewijzing (door ISO 3166/MA)                                                                                       | niet toegewezen: vrij voor toewijzing (door ISO 3166/MA)                                                                                       | niet toegewezen: vrij voor toewijzing (door ISO 3166/MA)                                                                                       |

### Officieel toegewezen code-elementen
Hieronder een volledige lijst van de 249 huidige officieel in gebruik zijnde ISO 3166-1 alpha-2-codes, met de volgende kolommen:
- Code: ISO 3166-1 alpha-2-code, verwijzend naar het ISO 3166-2- artikel
- Landnaam: Engelse korte naam die officieel wordt gebruikt door de ISO 3166 Maintenance Agency (ISO 3166/MA)
- Jaar: Jaar waarin de alpha-2-code voor het eerst officieel werd toegekend (1974, eerste editie van ISO 3166)
- ccTLD: Overeenkomend landcode-topniveaudomein (merk op dat sommige inactief zijn); uitzonderingen waarbij een ander ccTLD is toegewezen voor het land, worden tussen haakjes weergegeven
- Opmerkingen: alle onofficiële opmerkingen

| Code | landnaam                                       | jaar | ccTLD     | Opmerkingen |
| ---- | ---------------------------------------------- | ---- | --------- | --- |
| AD   | Andorra                                        | 1974 | .ad       | |
| AE   | Verenigde Arabische Emiraten                   | 1974 | .ae       | |
| AF   | Afghanistan                                    | 1974 | .af       | |
| AG   | Antigua en Barbuda                             | 1974 | .ag       | |
| AI   | Anguilla                                       | 1985 | .ai       | AI (voorheen gebruikt voor Afar- en Issaland |
| AL   | Albanië                                        | 1974 | .al       | |
| AM   | Armenië                                        | 1992 | .am       | |
| AO   | Angola                                         | 1974 | .ao       | |
| AQ   | Antarctica                                     | 1974 | .aq       | Gebruikt voor alle gebieden bezuiden de 60ste breedtegraad van het zuidelijk halfrond De code komt van de Franse benaming voor het gebied, Antarctique                                                                                           |
| AR   | Argentinië                                     | 1974 | .ar       | |
| AS   | Amerikaans-Samoa                               | 1974 | .as       | |
| AT   | Oostenrijk                                     | 1974 | .at       | |
| AU   | Australië                                      | 1974 | .au       | Inclusief de Ashmore en Cartier eilanden en de Koraalzee-eilanden |
| AW   | Aruba                                          | 1986 | .aw       | |
| AX   | Åland                                          | 2004 | .ax       | Een autonoom gebied van Finland |
| AZ   | Azerbeidzjan                                   | 1992 | .az       | |
| BA   | Bosnië en Herzegovina                          | 1992 | .ba       | |
| BB   | Barbados                                       | 1974 | .bb       | |
| BD   | Bangladesh                                     | 1974 | .bd       | |
| BE   | België                                         | 1974 | .be       | |
| BF   | Burkina Faso                                   | 1984 | .bf       | Naam veranderd van Opper-Volta (HV) |
| BG   | Bulgarije                                      | 1974 | .bg       | |
| BH   | Bahrein                                        | 1974 | .bh       | |
| BI   | Burundi                                        | 1974 | .bi       | |
| BJ   | Benin                                          | 1977 | .bj       | Naam veranderd, voorheen Dahomey (DY) |
| BL   | Saint-Barthélemy                               | 2007 | .bl       | |
| BM   | Bermuda                                        | 1974 | .bm       | |
| BN   | Brunei                                         | 1974 | .bn       | |
| BO   | Bolivia                                        | 1974 | .bo       | De officiële ISO landsnaam was daarvoor: Bolivia |
| BQ   | Bonaire, Sint Eustatius en Saba                | 2010 | .bq       | De drie gebiedsdelen die Caribisch Nederland vormen, Bonaire, Sint Eustatius, en Saba (de BES-eilanden) Voormalige ISO landsnaam: Bonaire, Saint Eustatius and Saba BQ werd voorheen gebruikt om het Brits Antarctisch Territorium weer te geven |
| BR   | Brazilië                                       | 1974 | .br       | |
| BS   | Bahama's                                       | 1974 | .bs       | |
| BT   | Bhutan                                         | 1974 | .bt       | |
| BV   | Bouvet                                         | 1974 | .bv       | Gebiedsdeel van Noorwegen |
| BW   | Botswana                                       | 1974 | .bw       | |
| BY   | Wit-Rusland                                    | 1974 | .by       | De code is afkomstig van de voormalige ISO landsnaam: Byelorussian SSR (Deze heeft nu de ISO 3166-3 code BYAA) code in 1974 toegewezen, Wit-Rusland was al een lidstaat van de VN bij de oprichting in 1945                                      |
| BZ   | Belize                                         | 1974 | .bz       | |
| CA   | Canada                                         | 1974 | .ca       | |
| CC   | Cocoseilanden                                  | 1974 | .cc       | |
| CD   | Democratische republiek Congo                  | 1997 | .cd       | Naam veranderd van Zaïre (ZR) |
| CF   | Centraal-Afrikaanse Republiek                  | 1974 | .cf       | |
| CG   | Congo                                          | 1974 | .cg       | |
| CH   | Zwitserland                                    | 1974 | .ch       | Code vanwege de latijnse naam voor het land, Confoederatio Helvetica |
| CI   | Ivoorkust                                      | 1974 | .ci       | |
| CK   | Cookeilanden                                   | 1974 | .ck       | |
| CL   | Chili                                          | 1974 | .cl       | |
| CM   | Kameroen                                       | 1974 | .cm       | |
| CN   | China                                          | 1974 | .cn       | |
| CO   | Colombia                                       | 1974 | .co       | |
| CR   | Costa Rica                                     | 1974 | .cr       | |
| CU   | Cuba                                           | 1974 | .cu       | |
| CV   | Kaapverdië                                     | 1974 | .cv       | |
| CW   | Curaçao                                        | 2010 | .cw       | |
| CX   | Christmaseiland                                | 1974 | .cx       | |
| CY   | Cyprus                                         | 1974 | .cy       | |
| CZ   | Tsjechië                                       | 1993 | .cz       | |
| DE   | Duitsland                                      | 1974 | .de       | |
| DJ   | Djibouti                                       | 1977 | .dj       | |
| DK   | Denemarken                                     | 1974 | .dk       | |
| DM   | Dominica                                       | 1974 | .dm       | |
| DO   | Dominicaanse Republiek                         | 1974 | .do       | |
| DZ   | Algerije                                       | 1974 | .dz       | Code vanwege de naam in het Arabisch, الجزائر al-Dzja'ir, Berbers ⴷⵣⴰⵢⵔ Dzayer |
| EC   | Ecuador                                        | 1974 | .ec       | |
| EE   | Estland                                        | 1992 | .ee       | Code vanwege de naam van het land in het Ests: Eesti |
| EG   | Egypte                                         | 1974 | .eg       | |
| EH   | Westelijke Sahara                              | 1974 |           | Voorheen Spaanse Sahara, de code komt van de naam in het Spaans Sahara español) De ccTLD .eh wordt niet gebruikt. |
| ER   | Eritrea                                        | 1993 | .er       | |
| ES   | Spanje                                         | 1974 | .es       | Code vanwege de naam in het Spaans: España |
| ET   | Ethiopië                                       | 1974 | .et       | |
| FI   | Finland                                        | 1974 | .fi       | |
| FJ   | Fiji                                           | 1974 | .fj       | |
| FK   | Falklandeilanden                               | 1974 | .fk       | |
| FM   | Micronesië                                     | 1986 | .fm       | |
| FO   | Faeröer                                        | 1974 | .fo       | |
| FR   | Frankrijk                                      | 1974 | .fr       | Inclusief Clipperton (eiland) |
| GA   | Gabon                                          | 1974 | .ga       | |
| GB   | Verenigd Koninkrijk                            | 1974 | .gb (.uk) | vanwege de naam United Kingdom of Great Britain and Northern Ireland |
| GD   | Grenada                                        | 1974 | .gd       | |
| GE   | Georgië                                        | 1992 | .ge       | |
| GF   | Frans-Guyana                                   | 1974 | .gf       | |
| GG   | Guernsey                                       | 2006 | .gg       | |
| GH   | Ghana                                          | 1974 | .gh       | |
| GI   | Gibraltar                                      | 1974 | .gi       | |
| GL   | Groenland                                      | 1974 | .gl       | |
| GM   | Gambia                                         | 1974 | .gm       | |
| GN   | Guinee                                         | 1974 | .gn       | |
| GP   | Guadeloupe                                     | 1974 | .gp       | |
| GQ   | Equatoriaal-Guinea                             | 1974 | .gq       | |
| GR   | Griekenland                                    | 1974 | .gr       | |
| GS   | Zuid-Georgia en de Zuidelijke Sandwicheilanden | 1993 | .gs       | |
| GT   | Guatemala                                      | 1974 | .gt       | |
| GU   | Guam                                           | 1974 | .gu       | |
| GW   | Guinee-Bissau                                  | 1974 | .gw       | |
| GY   | Guyana                                         | 1974 | .gy       | |
| HK   | Hongkong                                       | 1974 | .hk       | |
| HM   | Heard en McDonaldeilanden                      | 1974 | .hm       | |
| HN   | Honduras                                       | 1974 | .hn       | |
| HR   | Kroatië                                        | 1992 | .hr       | Code vanwege de naam in het Kroatisch, Hrvatska |
| HT   | Haïti                                          | 1974 | .ht       | |
| HU   | Hongarije                                      | 1974 | .hu       | |
| ID   | Indonesië                                      | 1974 | .id       | |
| IE   | Ierland                                        | 1974 | .ie       | |
| IL   | Israël                                         | 1974 | .il       | |
| IM   | Man                                            | 2006 | .im       | |
| IN   | India                                          | 1974 | .in       | |
| IO   | Brits Indische Oceaanterritorium               | 1974 | .io       | |
| IQ   | Irak                                           | 1974 | .iq       | |
| IR   | Iran                                           | 1974 | .ir       | |
| IS   | IJsland                                        | 1974 | .is       | |
| IT   | Italië                                         | 1974 | .it       | |
| JE   | Jersey                                         | 2006 | .je       | |
| JM   | Jamaica                                        | 1974 | .jm       | |
| JO   | Jordanië                                       | 1974 | .jo       | |
| JP   | Japan                                          | 1974 | .jp       | |
| KE   | Kenia                                          | 1974 | .ke       | |
| KG   | Kirgizië                                       | 1992 | .kg       | |
| KH   | Cambodja                                       | 1974 | .kh       | Code vanwege de voormalige naam Khmer Republic |
| KI   | Kiribati                                       | 1979 | .ki       | Naam gewijzigd; voorheen Gilbert Islands (GE) |
| KM   | Comoren                                        | 1974 | .km       | |
| KN   | Saint Kitts en Nevis                           | 1974 | .kn       | |
| KP   | Noord-Korea                                    | 1974 | .kp       | |
| KR   | Zuid-Korea                                     | 1974 | .kr       | |
| KW   | Koeweit                                        | 1974 | .kw       | |
| KY   | Kaaimaneilanden                                | 1974 | .ky       | |
| KZ   | Kazachstan                                     | 1992 | .kz       | |
| LA   | Laos                                           | 1974 | .la       | |
| LB   | Libanon                                        | 1974 | .lb       | |
| LC   | Saint Lucia                                    | 1974 | .lc       | |
| LI   | Liechtenstein                                  | 1974 | .li       | |
| LK   | Sri Lanka                                      | 1974 | .lk       | |
| LR   | Liberia                                        | 1974 | .lr       | |
| LS   | Lesotho                                        | 1974 | .ls       | |
| LT   | Litouwen                                       | 1992 | .lt       | |
| LU   | Luxemburg                                      | 1974 | .lu       | |
| LV   | Letland                                        | 1992 | .lv       | |
| LY   | Libië                                          | 1974 | .ly       | |
| MA   | Marokko                                        | 1974 | .ma       | |
| MC   | Monaco                                         | 1974 | .mc       | |
| MD   | Moldavië                                       | 1992 | .md       | |
| ME   | Montenegro                                     | 2006 | .me       | |
| MF   | Sint Maarten (Frans deel)                      | 2007 | .mf       | Het Nederlandse deel heeft de code SX |
| MG   | Madagaskar                                     | 1974 | .mg       | |
| MH   | Marshalleilanden                               | 1986 | .mh       | |
| MK   | Noord-Macedonië                                | 1993 | .mk       | Code uit het Macedonisch: Severna Makedonija |
| ML   | Mali                                           | 1974 | .ml       | |
| MM   | Myanmar                                        | 1989 | .mm       | naam gewijzigd, voorheen Burma (BU) |
| MN   | Mongolië                                       | 1974 | .mn       | |
| MO   | Macau                                          | 1974 | .mo       | |
| MP   | Noordelijke Marianen                           | 1986 | .mp       | |
| MQ   | Martinique                                     | 1974 | .mq       | |
| MR   | Mauritanië                                     | 1974 | .mr       | |
| MS   | Montserrat                                     | 1974 | .ms       | |
| MT   | Malta                                          | 1974 | .mt       | |
| MU   | Mauritius                                      | 1974 | .mu       | |
| MV   | Malediven                                      | 1974 | .mv       | |
| MW   | Malawi                                         | 1974 | .mw       | |
| MX   | Mexico                                         | 1974 | .mx       | |
| MY   | Maleisië                                       | 1974 | .my       | |
| MZ   | Mozambique                                     | 1974 | .mz       | |
| NA   | Namibië                                        | 1974 | .na       | |
| NC   | Nieuw-Caledonië                                | 1974 | .nc       | |
| NE   | Niger                                          | 1974 | .ne       | |
| NF   | Norfolk                                        | 1974 | .nf       | |
| NG   | Nigeria                                        | 1974 | .ng       | |
| NI   | Nicaragua                                      | 1974 | .ni       | |
| NL   | Nederland                                      | 1974 | .nl       | Officieel vallen Bonaire, Saint Eustatius en Saba, hier ook onder maar deze hebben ook een eigen code, BQ, in ISO 3166-1. In ISO 3166-2 zijn Aruba (AW), Curaçao (CW), en Sint Maarten (SX) ook onderdelen van .nl                               |
| NO   | Noorwegen                                      | 1974 | .no       | |
| NP   | Nepal                                          | 1974 | .np       | |
| NR   | Nauru                                          | 1974 | .nr       | |
| NU   | Niue                                           | 1974 | .nu       | |
| NZ   | Nieuw-Zeeland                                  | 1974 | .nz       | |
| OM   | Oman                                           | 1974 | .om       | |
| PA   | Panama                                         | 1974 | .pa       | |
| PE   | Peru                                           | 1974 | .pe       | |
| PF   | Frans-Polynesië                                | 1974 | .pf       | Code naar de Franse naam Polynésie française |
| PG   | Papoea-Nieuw-Guinea                            | 1974 | .pg       | |
| PH   | Filipijnen                                     | 1974 | .ph       | |
| PK   | Pakistan                                       | 1974 | .pk       | |
| PL   | Polen                                          | 1974 | .pl       | |
| PM   | Saint-Pierre en Miquelon                       | 1974 | .pm       | |
| PN   | Pitcairn                                       | 1974 | .pn       | |
| PR   | Puerto Rico                                    | 1974 | .pr       | |
| PS   | Palestina                                      | 1999 | .ps       | |
| PT   | Portugal                                       | 1974 | .pt       | |
| PW   | Palau                                          | 1986 | .pw       | |
| PY   | Paraguay                                       | 1974 | .py       | |
| QA   | Qatar                                          | 1974 | .qa       | |
| RE   | Réunion                                        | 1974 | .re       | |
| RO   | Roemenië                                       | 1974 | .ro       | |
| RS   | Servië                                         | 2006 | .rs       | |
| RU   | Rusland                                        | 1992 | .ru       | |
| RW   | Rwanda                                         | 1974 | .rw       | |
| SA   | Saoedi-Arabië                                  | 1974 | .sa       | |
| SB   | Salomonseilanden                               | 1974 | .sb       | Code vanwege voormalige naam British Solomon Islands |
| SC   | Seychellen                                     | 1974 | .sc       | |
| SD   | Soedan                                         | 1974 | .sd       | |
| SE   | Zweden                                         | 1974 | .se       | |
| SG   | Singapore                                      | 1974 | .sg       | |
| SH   | Sint-Helena, Ascension en Tristan da Cunha     | 1974 | .sh       | |
| SI   | Slovenië                                       | 1992 | .si       | |
| SJ   | Spitsbergen en Jan Mayen                       | 1974 | .sj       | |
| SK   | Slowakije                                      | 1993 | .sk       | SK Voorheen was deze code gebruikt voor Sikkim |
| SL   | Sierra Leone                                   | 1974 | .sl       | |
| SM   | San Marino                                     | 1974 | .sm       | |
| SN   | Senegal                                        | 1974 | .sn       | |
| SO   | Somalië                                        | 1974 | .so       | |
| SR   | Suriname                                       | 1974 | .sr       | |
| SS   | Zuid-Soedan                                    | 2011 | .ss       | |
| ST   | Sao Tomé en Principe                           | 1974 | .st       | |
| SV   | El Salvador                                    | 1974 | .sv       | |
| SX   | Sint Maarten                                   | 2010 | .sx       | |
| SY   | Syrië                                          | 1974 | .sy       | |
| SZ   | Eswatini                                       | 1974 | .sz       | Voorheen bekend als Swaziland |
| TC   | Turks- en Caicoseilanden                       | 1974 | .tc       | |
| TD   | Tsjaad                                         | 1974 | .td       | |
| TF   | Franse Zuidelijke Gebieden                     | 1979 | .tf       | Alle Franse Zuidelijke en antarctische gebieden behalve Adélie Land |
| TG   | Togo                                           | 1974 | .tg       | |
| TH   | Thailand                                       | 1974 | .th       | |
| TJ   | Tadzjikistan                                   | 1992 | .tj       | |
| TK   | Tokelau                                        | 1974 | .tk       | |
| TL   | Oost-Timor                                     | 2002 | .tl       | Voorheen (TP) |
| TM   | Turkmenistan                                   | 1992 | .tm       | |
| TN   | Tunesië                                        | 1974 | .tn       | |
| TO   | Tonga                                          | 1974 | .to       | |
| TR   | Turkije                                        | 1974 | .tr       | |
| TT   | Trinidad en Tobago                             | 1974 | .tt       | |
| TV   | Tuvalu                                         | 1977 | .tv       | |
| TW   | Taiwan                                         | 1974 | .tw       | |
| TZ   | Tanzania                                       | 1974 | .tz       | |
| UA   | Oekraïne                                       | 1974 | .ua       | |
| UG   | Oeganda                                        | 1974 | .ug       | |
| UM   | Amerikaanse Kleinere Afgelegen Eilanden        | 1986 | .um       | De ccTLD is in 2007 buiten gebruik genomen |
| US   | Verenigde Staten                               | 1974 | .us       | |
| UY   | Uruguay                                        | 1974 | .uy       | |
| UZ   | Oezbekistan                                    | 1992 | .uz       | |
| VA   | Vaticaanstad                                   | 1974 | .va       | |
| VC   | Saint Vincent en de Grenadines                 | 1974 | .vc       | |
| VE   | Venezuela                                      | 1974 | .ve       | |
| VG   | Britse Maagdeneilanden                         | 1974 | .vg       | |
| VI   | Amerikaanse Maagdeneilanden                    | 1974 | .vi       | |
| VN   | Vietnam                                        | 1974 | .vn       | |
| VU   | Vanuatu                                        | 1980 | .vu       | Naan veranderd, voorheen New Hebrides (NH) |
| WF   | Wallis en Futuna                               | 1974 | .wf       | |
| WS   | Samoa                                          | 1974 | .ws       | Code vanwege voormalige naam Westelijk Samoa |
| YE   | Jemen                                          | 1974 | .ye       | |
| YT   | Mayotte                                        | 1993 | .yt       | |
| ZA   | Zuid-Afrika                                    | 1974 | .za       | Code vanwege de Nederlandse naam, (SA is Saoedi-Arabië) |
| ZM   | Zambia                                         | 1974 | .zm       | |
| ZW   | Zimbabwe                                       | 1980 | .zw       | Naam gewijzigd, voorheen Southern Rhodesia (RH) |

### Eindgebruikerspecifieke toegewezen code-elementen
Eindgebruikerspecifieke code-elementen zijn codes die ter beschikking staan van gebruikers die verdere namen van landen, territoria of andere geografische entiteiten moeten toevoegen aan interne toepassingen van ISO 3166-1, en de ISO 3166/MA zal deze codes nooit gebruiken in het updateproces van de standaard. (Vergelijkbaar met "private ranges" van IP adressen). De volgende alpha-2-codes kunnen door de gebruiker worden toegewezen: AA, QM tot QZ, XA tot XZ, en ZZ.  Enkele voorbeelden:
- De International Standard Recording Code (ISRC) gebruikt QM als een tweede landcode voor de Verenigde Staten, omdat er geen driecijferige registrantcodes meer waren binnen de reeks met het voorvoegsel US. Deze organisatie gebruikt ook de code ZZ voor sommige registranten.[21]
- De Unicode Common Locale Data Repository (CLDR)  gebruikt de code QO voor de weergave van het gebied dat aangeduid iwordt als Outlying Oceania  (een regio met meerdere territoria waaronder Antarctica, Bouvet Island, de Cocos (Keeling) Islands, Christmas Island, South Georgia en de South Sandwich Islands, Heard Island en McDonald Islands, het Britse Indische Oceaanterritorium, de Franse zuidelijke Gebieden en de kleine afgelegen eilanden van de Verenigde Staten), en ZZ staat in deze toepassing voor "Onbekend of ongeldig gebied". Vóór de goedkeuring van de macroregiocode EU door ISO gebruikte de CLDR  de code QU om de Europese Unie weer te geven.[22]
- De code QZ wordt door de World Intellectual Property Organization (WIPO) gebruikt als indicator voor het Community Plant Variety Office.
- De code XA wordt in Zwitserland[23] als landcode voor de Canarische Eilanden gebruikt, alhoewel in de standaard daar al de code IC voor is gereserveerd.
- De code XI wordt gebruikt door de Britse regering[24] als een EORI-nummer voor de landcode voor Noord-Ierland.
- De code XK wordt gebruikt door de Europese Commissie,[25] het IMF en SWIFT,  de CLDR en andere organisaties als tijdelijke landcode voor Kosovo.[26]
- De code XN wordt door de WIPO gebruikt als indicator voor het Nordic Patent Institute, een internationale organisatie die gemeenschappelijk werkt voor Denemarken, IJsland, Noorwegen en Zweden.[27]
- De code XU wordt door de WIPO gebruikt als indicator voor de International Union for the Protection of New Varieties of Plants.
- De code XV wordt door de WIPO gebruikt als indicator voor het Visegrad Patent Institute.
- De code XX wordt door de WIPO gebruikt als indicator voor onbekende staten, andere entiteiten of organisaties.
- UN/LOCODE gebruikt de code XZ om installaties in internationale wateren weer te geven.[7]

### Gereserveerde code-elementen
Gereserveerde code-elementen zijn codes die verouderd zijn of nodig zijn om een bepaalde gebruikerstoepassing van de norm mogelijk te maken, maar die niet in aanmerking komen voor opname in ISO 3166-1. Om tijdelijke toepassingsproblemen te voorkomen en om gebruikers te helpen die specifieke aanvullende code-elementen nodig hebben voor het functioneren van hun coderingssystemen, reserveert ISO 3166/MA, indien gerechtvaardigd, deze codes die zij verbindt zich niet te gebruiken voor andere dan gespecificeerde doeleinden gedurende een beperkte of onbepaalde tijd. De gereserveerde alpha-2-codes kunnen worden onderverdeeld in de volgende vier categorieën: uitzonderlijke reserveringen, tijdelijke reserveringen, onbepaalde reserveringen en codes die momenteel zijn overeengekomen om niet te gebruiken.

#### Uitzonderlijke reserveringen
Uitzonderlijk gereserveerde code-elementen zijn codes die zijn gereserveerd op verzoek van nationale ISO-leden, regeringen en internationale organisaties, die nodig zijn om een bepaalde toepassing te ondersteunen, zoals gespecificeerd door de verzoekende instantie en beperkt tot dergelijk gebruik; elk verder gebruik van dergelijke code-elementen is onderworpen aan goedkeuring door ISO 3166/MA. De volgende alpha-2-codes zijn momenteel uitzonderlijk voorbehouden:
| Code | Gebiedsnaam of landnaam | Huidige werkelijke land | ccTLD | Opmerkingen: |
| ---- | ----------------------- | ----------------------- | ----- | --- |
| AC   | Ascension               | Verenigd Koninkrijk     | .ac   | Gereserveerd op verzoek van UPU voor postzegeluitgiftegebied |
| CP   | Clipperton Island       | Frankrijk               | —     | Gereserveerd op verzoek van ITU voor locatie van bepaalde telecommunicatie-installaties |
| CQ   | Sark                    | Verenigd Koninkrijk     | —     | Gereserveerd op verzoek van het Verenigd Koninkrijk |
| DG   | Diego Garcia            | Verenigd Koninkrijk     | —     | Gereserveerd op verzoek van ITU voor locatie van bepaalde telecommunicatie-installaties |
| EA   | Ceuta, Melilla          | Spanje                  | —     | Gereserveerd op verzoek van WDO voor gebied dat niet onder de douaneregelingen van de Europese Unie valt Een deel van Spaans Noord-Afrika (Spaans: África Septentrional Española) |
| EU   | Europese Unie           | meerdere                | .EU   | Gereserveerd op aanvraag van ISO 4217 /MA voor de Europese munteenheid Euro Verlengd voor ISO 6166 "Securities – International securities Identification Numbering System (ISIN)" in maart 1998 Uitgebreid voor elke aanvraag die de naam Europese Unie moet vertegenwoordigen in augustus 1999 |
| EZ   | Eurozone                | meerdere                | —     | Gereserveerd op verzoek van ISO 6166 /RA voor de Europese OTC- derivaten binnen het internationale identificatienummeringssysteem voor effecten (ISIN) |
| FX   | France métropolitaine   | Frankrijk               | —     | Gereserveerd op verzoek van Frankrijk Officieel toegewezen voordat verwijderd uit ISO 3166-1 (nu toegewezen ISO 3166-3- code: FXFR) |
| IC   | Canarische eilanden     | Spanje                  | —     | Gereserveerd op verzoek van WDO voor gebied dat niet onder de douaneregelingen van de Europese Unie valt. Code ontleend aan naam in het Spaans: Islas Canarias |
| SU   | USSR                    | meerdere                | .su   | Vanaf juni 2008; Tijdelijk gereserveerd vanaf september 1992 Officieel toegewezen voordat verwijderd uit ISO 3166-1 (nu toegewezen ISO 3166-3- code: SUHH) Officiële naam en vorige ISO-landnaam: Unie van Socialistische Sovjetrepublieken (gewone naam: Sovjet-Unie)                          |
| TA   | Tristan da Cunha        | Verenigd Koninkrijk     | —     | Gereserveerd op verzoek van UPU voor postzegeluitgiftegebied |
| UK   | Verenigd Koninkrijk     | Verenigd Koninkrijk     | .uk   | Gereserveerd op verzoek van het Verenigd Koninkrijk, tenzij UK wordt gebruikt voor elk ander land Ook gebruikt door de Europese Commissie Verenigd Koninkrijk krijgt officieel de alpha-2-code GB toegewezen                                                                                    |
| UN   | Verenigde Naties        | meerdere                | —     | Rechtstreeks gereserveerd door ISO 3166 /MA voor de Verenigde Naties |

De volgende alpha-2-codes waren voorheen uitzonderlijk voorbehouden, maar zijn nu officieel toegewezen:
| Code | Gebiedsnaam of landnaam | Opmerkingen:                                                 |
| ---- | ----------------------- | ------------------------------------------------------------ |
| AX   | Aland-eilanden          | Gereserveerd op verzoek van Finland                          |
| GG   | Guernsey                | Gereserveerd op verzoek van UPU voor postzegeluitgiftegebied |
| IM   | eiland Man              | Gereserveerd op verzoek van UPU voor postzegeluitgiftegebied |
| JE   | Jersey                  | Gereserveerd op verzoek van UPU voor postzegeluitgiftegebied |

#### Tijdelijke reserveringen
Overgangsgereserveerde code-elementen zijn codes die zijn gereserveerd nadat ze uit ISO 3166-1 zijn verwijderd. Deze codes mogen slechts gedurende een overgangsperiode van ten minste vijf jaar worden gebruikt, terwijl nieuwe code-elementen die ze mogelijk hebben vervangen, in gebruik worden genomen. Deze codes kunnen na het verstrijken van de overgangsperiode opnieuw worden toegewezen door ISO 3166/MA. De volgende alpha-2-codes zijn momenteel tijdelijk gereserveerd:
| Code | Vroeger gebruikte landnaam                                   | Gereserveerd vanaf | Gereserveerd tot | ccTLD | ISO 3166-3 | Opmerkingen: |
| ---- | ------------------------------------------------------------ | ------------------ | ---------------- | ----- | ---------- | --- |
| AN   | Nederlandse Antillen                                         | 2010-12            | 2060-12          | .an   | ANHH       | Verdeeld in BQ (Bonaire, Sint Eustatius en Saba), CW (Curaçao) en SX (Nederlands deel van Sint Maarten) |
| BU   | Birma                                                        | 1989-12            | 2039-12          | —     | BUMM       | Naam veranderd in Myanmar (MM) |
| CS   | Oorspronkelijk Tsjecho-Slowakije, later Servië en Montenegro | 2006-09            | 2056-09          | (.yu) | CSHH CSXX  | Code ontleend aan naam in het Servisch: Srbija i Crna Gora Nu verdeeld in Montenegro (ME) en Servië (RS) CS vertegenwoordigde eerder Tsjecho-Slowakije (ccTLD .cs werd nooit toegewezen aan Servië en Montenegro; .yu was de ccTLD van Servië en Montenegro, aangezien de naam werd veranderd van Joegoslavië). Tsjechië gebruikt (CZ) en Slowakije (SK)                      |
| NT   | Neutrale Zone                                                | 1993-07            | 2043-07          | —     | NTHH       | Verdeeld tussen Irak (IQ) en Saoedi-Arabië (SA) |
| SF   | Finland                                                      | 1995-09            | ?                | —     | —          | Voorheen gebruikt in internationale postcodes en voertuigregistratiecodes om Finland te vertegenwoordigen (code werd niet officieel toegewezen) Code ontleend aan naam in het Fins en Zweeds gecombineerd: Suomi Finland Finland krijgt officieel de alpha-2-code FI toegewezen Vermeld als tijdelijk gereserveerd tot 2012-06. Sindsdien vermeld als onbepaald gereserveerd. |
| TP   | Oost Timor                                                   | 2002-05            | 2052-05          | .tp   | TPTL       | Code overgenomen uit vorige ISO-landnaam: Portugees Timor, naam veranderd in Oost-Timor (TL) |
| YU   | Joegoslavië                                                  | 2003-07            | 2053-07          | .yu   | YUCS       | Code gebruikt voor de Socialistische Federale Republiek Joegoslavië vóór 1992 en de Federale Republiek Joegoslavië na 1992 |
| ZR   | Zaïre                                                        | 1997-07            | 2047-07          | .zr   | ZRCD       | Naam veranderd in Congo, de Democratische Republiek van de (CD) |

De volgende alpha-2-code was voorheen tijdelijk gereserveerd, maar werd later als officiële code toegewezen aan een ander land:
| Code | Vroeger gebruikte landnaam | Datum van reservering | ccTLD | ISO 3166-3 | Opmerkingen:                                     |
| ---- | -------------------------- | --------------------- | ----- | ---------- | ------------------------------------------------ |
| CS   | Tsjecho-Slowakije          | 1993-06               | .cs   | CSHH       | Code opnieuw toegewezen aan Servië en Montenegro |

Voor elke verwijderde alpha-2-code is een vermelding voor de bijbehorende voormalige landnaam opgenomen in ISO 3166-3. Elke invoer krijgt een alphabetische code van vier letters toegewezen, waarbij de eerste twee letters de verwijderde alpha-2-code zijn.

#### Onbepaalde reserveringen
Onbepaald gereserveerde code-elementen zijn codes die worden gebruikt om wegvoertuigen aan te duiden onder de Verdragen van de Verenigde Naties inzake het wegverkeer van 1949 en 1968, maar die verschillen van die in ISO 3166-1. Deze code-elementen zullen naar verwachting uiteindelijk worden geëlimineerd of vervangen door code-elementen binnen ISO 3166-1. Inmiddels heeft ISO 3166/MA dergelijke code-elementen voor onbepaalde tijd gereserveerd. Elk gebruik dat verder gaat dan de toepassing van de twee verdragen wordt ontmoedigd en zal niet worden goedgekeurd door ISO 3166/MA. Bovendien kunnen deze codes op elk moment opnieuw worden toegewezen door ISO 3166/MA. De volgende alpha-2-codes zijn momenteel voor onbepaalde tijd gereserveerd:
| Code | Gebiedsnaam of landnaam                        | Opmerkingen: |
| ---- | ---------------------------------------------- | ------------ |
| DY   | Benin                                          | [ noot 1 ]   |
| EW   | Estland                                        | [ noot 1 ]   |
| FL   | Liechtenstein                                  | [ noot 2 ]   |
| JA   | Jamaica                                        | [ noot 3 ]   |
| LF   | Libië Fezzan                                   | [ noot 2 ]   |
| PI   | Filippijnen                                    | [ noot 3 ]   |
| RA   | Argentinië                                     | [ noot 3 ]   |
| RB   | Bolivië [vgl. Botswana: identiek code-element] | [ noot 2 ]   |
| RB   | Botswana [vgl. Bolivia: identiek code-element] | [ noot 3 ]   |
| RC   | China                                          | [ noot 3 ]   |
| RH   | Haïti                                          | [ noot 1 ]   |
| RI   | Indonesië                                      | [ noot 3 ]   |
| RL   | Libanon                                        | [ noot 3 ]   |
| RM   | Madagascar                                     | [ noot 3 ]   |
| RN   | Niger                                          | [ noot 4 ]   |
| RP   | Filippijnen                                    | [ noot 4 ]   |
| SF   | Finland                                        | [ noot 5 ]   |
| WG   | Grenada                                        | [ noot 1 ]   |
| WL   | Sint Lucia                                     | [ noot 1 ]   |
| WV   | Sint Vincentius                                | [ noot 1 ]   |
| YV   | Venezuela                                      | [ noot 1 ]   |

De volgende alpha-2-codes waren voorheen voor onbepaalde tijd gereserveerd, maar zijn als officiële code toegewezen aan een ander land:
| Code | Gebiedsnaam of landnaam | Opmerkingen: | Code opnieuw toegewezen aan |
| ---- | ----------------------- | ------------ | --------------------------- |
| LT   | Libië Tripoli           | [ noot 2 ]   | Litouwen                    |
| ME   | Westelijke Sahara       | [ noot 2 ]   | Montenegro                  |
| RU   | Burundi                 | [ noot 2 ]   | Russische Federatie         |

Opmerkingen
1. 1 2 3 4 5 6 7  Deze codes zijn bij de secretaris-generaal van de Verenigde Naties aangegeven bij de Verkeersverdragen uit 1949 en 1968.
2. 1 2 3 4 5 6  Code gebruikt in het wegverkeer, maar niet doorgegeven aan de secretaris-generaal van de Verenigde Natie onder het Verkeersverdrag van 1949
3. 1 2 3 4 5 6 7 8  Code onder het Verkeersverdrag van 1949
4. 1 2  Code onder het Verkeersverdrag van 1968
5. ↑  Vermoedelijk een nieuwe indeling van de eerder genoemde, verlopen Tijdelijke reservering.

#### Codes die momenteel niet voor gebruik zijn vrijgegeven
Bovendien zal ISO 3166/MA in dit stadium geen gebruik maken van de volgende alpha-2-codes, aangezien deze worden gebruikt voor internationale organisaties voor intellectueel eigendom in WIPO- standaard ST.3:
| Code | Organisatie naam                                                                                 |
| ---- | ------------------------------------------------------------------------------------------------ |
| AP   | Afrikaanse regionale organisatie voor industrieel eigendom (ARIPO)                               |
| BX   | Benelux Merken- en Modellenbureau (BBIE)                                                         |
| EF   | Unie van landen onder het Europees Gemeenschapsoctrooiverdrag                                    |
| EM   | Europees Merkenbureau (EUIPO)                                                                    |
| EP   | Europese Octrooiorganisatie (EPOrg), dwz unie van landen onder het Europees Octrooiverdrag (EPC) |
| EV   | Euraziatische Octrooiorganisatie (EAPO)                                                          |
| GC   | Octrooibureau van de Samenwerkingsraad voor de Arabische Golfstaten (GCCPO)                      |
| IB   | Internationaal Bureau van WIPO                                                                   |
| OA   | Afrikaanse Intellectuele Eigendomsorganisatie (OAPI)                                             |
| WO   | Wereld Intellectuele Eigendomsorganisatie (WIPO)                                                 |

WIPO Standard ST.3 gebruikt op dit moment EA, in plaats van EV, om de Euraziatische Octrooiorganisatie te vertegenwoordigen. Echter ,EA was al uitzonderlijk gereserveerd door de ISO 3166/MA om Ceuta en Melilla voor douanedoeleinden te vertegenwoordigen. De ISO 3166/MA stelde in 1995 voor om EV door de WIPO te laten gebruiken om de Euraziatische octrooiorganisatie te vertegenwoordigen; dit verzoek werd echter niet ingewilligd door de WIPO.

## Verwijderde codes
Naast de codes die momenteel tijdelijk zijn voorbehouden en twee andere codes die momenteel uitzonderlijk zijn gereserveerd (FX voor Frankrijk, Metropolitan en SU voor de USSR), zijn de volgende alpha-2-codes ook verwijderd uit ISO 3166-1:
| Code | Vroeger gebruikte landnaam                                  | ISO 3166-3 | Opmerkingen: |
| ---- | ----------------------------------------------------------- | ---------- | --- |
| AI   | Franse Afars en Issas                                       | AIDJ       | Code later toegewezen aan Anguilla |
| BQ   | Brits Antarctica                                            | BQAQ       | Code later opnieuw toegewezen aan Bonaire, Sint Eustatius en Saba                                                                                   |
| CT   | Kanton en Enderbury-eilanden                                | CTKI       | |
| DD   | Duitse Democratische Republiek                              | DDDE       | Code ontleend aan naam in het Duits: Deutsche Demokratische Republik Nederlandse naam: Oost-Duitsland                                               |
| DY   | Dahomey                                                     | DYBJ       | Naam veranderd in Benin (BJ) De code is nu voor onbepaalde tijd gereserveerd.                                                                       |
| FQ   | Franse Zuidelijke en Antarctische Gebieden                  | FQHH       | Zie TF en FR-TF. |
| GE   | Gilbert-eilanden (aanvankelijk Gilbert- en Ellice-eilanden) | GEHH       | Code later opnieuw toegewezen aan Georgië |
| HV   | Opper Volta                                                 | HVBF       | Code ontleend aan naam in het Frans: Haute-Volta |
| JT   | Johnston Island                                             | JTUM       | |
| MI   | Midway Islands                                              | MIUM       | |
| NH   | Nieuwe Hebriden                                             | NHVU       | |
| NQ   | Dronning Maud Land                                          | NQAQ       | Onderdeel van Noors Antarctisch Territorium |
| PC   | Pacifische eilanden (Trust Territory)                       | PCHH       | |
| PU   | Verenigde Staten Diverse eilanden in de Stille Oceaan       | PUUM       | Een groepering van eilanden onder Amerikaans beheer in de Stille Oceaan: Baker Island, Howland Island, Jarvis Island, Kingman Reef en Palmyra Atoll |
| PZ   | Panamakanaalzone                                            | PZPA       | |
| RH   | Zuid-Rhodesië                                               | RHZW       | Naam gebruikt door het land zelf: Rhodesië (Zuid-Rhodesië was de koloniale naam)                                                                    |
| SK   | Sikkim                                                      | SKIN       | Code later opnieuw toegewezen aan Slowakije |
| VD   | Vietnam, Democratische Republiek                            | VDVN       | Nederlandse naam: Noord-Vietnam |
| WK   | Wake-eiland                                                 | WKUM       | |
| YD   | Jemen, Democratisch                                         | YDYE       | Nederlandse naam: Zuid-Jemen |

Voor elke verwijderde alpha-2-code is een vermelding voor de bijbehorende voormalige landnaam opgenomen in ISO 3166-3. Elke invoer krijgt een alphabetische code van vier letters toegewezen, waarbij de eerste twee letters de verwijderde alpha-2-code zijn.